# Paramicromerys megaceros
Paramicromerys megaceros är en spindelart som först beskrevs av Jacques Millot 1946.  Paramicromerys megaceros ingår i släktet Paramicromerys och familjen dallerspindlar.
Artens utbredningsområde är Madagaskar. Inga underarter finns listade i Catalogue of Life.